# پدیده گیبس

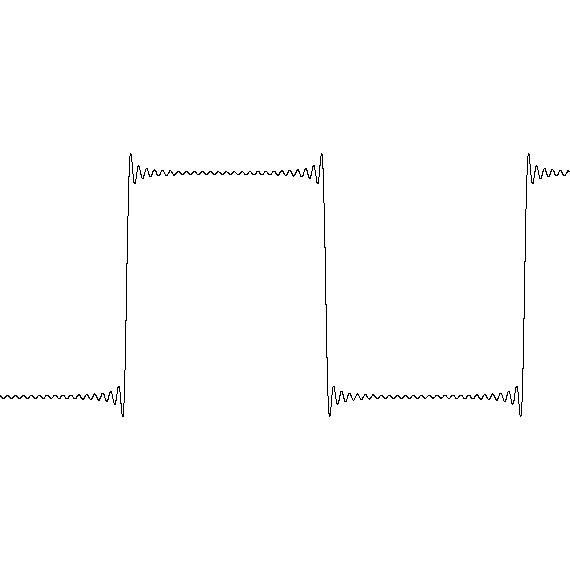
نمایش تقریب فوریه تابع موج پله‌ای با استفاده از بسط نیم‌دامنه سینوسی تا هارمونیک ۲۵ام

پدیده گیبس (به انگلیسی: Gibbs phenomenon) یا پدیده گیبس-ویلبراهام به وجود نوسان در مقدار مجموع سری فوریه توابع در نزدیکی مقادیر ناپیوستگی گفته می‌شود. هر سیگنال متناوب را می‌توان به صورت جمعی از چند سیگنال نوسانی ساده(سینوسی، کسینوسی یا نمایی) با فرکانس‌های متفاوت نوشت. هرچقدر فرکانس یک سیگنال سازنده نسبت به سایر سیگنال‌ها بیشتر باشد آن سیگنال جزئیات بیشتری را نشان می‌دهد و از کلیات چشم می‌پوشد. برای همین هرچقدر تعداد هارمونیک‌های به کار رفته در شبیه‌سازی سیگنال اولیه بیشتر باشد، شکل ساخته شده جزئیات بیشتری را پوشش می‌دهد و در همه نقاط (به خصوص نقاط مشتق ناپذیری که لبه ایجاد کرده‌اند) سیگنال حاصل به سیگنال اصلی نزدیک تر خواهد بود، اگرچه هیچ گاه با مقدار اصلی تابع در آن محدوده دقیقاً برابر نخواهد شد و یک بازه عدم انطباق خواهیم داشت(هرچند به آن بسیار نزدیک می‌شود). در واقع در سری فوریهٔ مربوط به شکل موج در نقاط ناپیوستگی مقدار سری فوریه برابر میانگین حد چپ و راست تابع در آن نقطه است (در حالی که ممکن است مقدار تابع در آن نقطه چیزی متفاوت با آن باشد) و به همین جهت در شکل سری فوریه تابع به سرعت به سمت این مقدار حرکت می‌کند که این امر موجب فراجهش یا بالازدگی می‌شود که به پدیدهٔ گیبس مشهور است. این پدیده اولین بار در سال ۱۸۴۸ توسط ویلبراهام مشاهده شده و پس از آن توسط گیبس در سال ۱۸۹۹ معرفی شد و در سال ۱۹۰۶ توسط ماکسیم بوچر(به انگلیسی: Maxime Bocher) توضیح داده شد.

## نگارخانه
نمایش تقریبی سری فوریهٔ موج مربعی برای nهای دیگر
